# Mammea zeereae
Mammea zeereae är en tvåhjärtbladig växtart som beskrevs av P.F.Stevens. Mammea zeereae ingår i släktet Mammea och familjen Calophyllaceae. Inga underarter finns listade i Catalogue of Life.